# Oscar Hedenberg
Oscar Georg Hedenberg ( i riksdagen kallad Hedenberg i Hultsfred), född 2 maj 1819 i Tuna församling, Kalmar län, död 1 april 1881 i Vena församling, Kalmar län, var en svensk godsägare och riksdagspolitiker.
Hedenberg var ägare till godset Hultsfred i Kalmar län. Han var även politiker och ledamot av riksdagens andra kammare.